# Teodemund
Teodemund o Teodomund va ser bisbe de Salamanca vers 960.
Documentat després de Dulcidio, hom li atorga una cronologia entre el 948 i 964. Només el cronista Gil González Dávila el situa després de Salbat. Segons Vicente Bajo, va ser confirmat a la seu episcopal pel papa Agapit II. Segons Bernardo Dorado, la seva signatura consta en un document de donació d'Ordoni IV de Lleó al monestir de San Salvador de Sobrado el 958, a més d'un document del 960 del monestir de Sahagún, on apareix amb altres bisbes com el Zamora, únic document que cita l'historiador Enrique Flórez.